# Hippula
Hippula is een geslacht van uitgestorven kreeftachtigen uit de klasse van de Ostracoda (mosselkreeftjes).

## Soorten
- Hippula (Cetona) aculeata (Schallreuter, 1967) Schallreuter, 1969 †
- Hippula (Cetona) barbata (Qvale, 1980) Schallreuter, 1983 †
- Hippula (Cetona) cetona (Schallreuter, 1964) Schallreuter, 1969 †
- Hippula (Cetona) serra Schallreuter, 1984 †
- Hippula (Cetona) turris (Schallreuter, 1967) Schallreuter, 1973 †
- Hippula (Pseudocetona) inversa Schallreuter, 1984 †
- Hippula (Pseudocetona) zickzackia Schallreuter, 1994 †
- Hippula ctenolopha (Oepik, 1937) Schallreuter & Krutak, 1980 †
- Hippula edolensis (Gailite, 1975) Schallreuter, 1983 †
- Hippula latonoda (Schallreuter, 1964) Schallreuter, 1969 †
- Hippula nitens (Jaanusson, 1957) Schallreuter, 1970 †
- Hippula polytropis (Oepik, 1937) Schallreuter & Kruta, 1980 †
- Hippula porrecta (Abushik & Sarv, 1983) Sidaravichiene, 1992 †
- Hippula varicata (Harris, 1957) Schallreuter, 1983 †